# 桝本清
桝本 清（ますもと きよし、1883年 - 1932年8月22日 / 8月19日）は、日本の演出家、劇作家、映画監督、脚本家である。

## 人物・来歴
1883年（明治16年）に生まれる。
当初は新劇の演出、戯曲を執筆し、新劇運動の指導者的役割を果たしていた。1908年（明治41年）、東京府荏原郡目黒村大字下目黒の行人坂（現在の目黒区下目黒）にグラスステージを建てた吉沢商店が、翌1909年（明治42年）、社内に考案部（のちにいう文芸部、現在の企画部）を設置、小説家の佐藤紅緑を部長に迎え、小口忠、大熊暗潮、中川慶二らが映画の脚本を書き始め、桝本も同部に入社した。当時の代表作に藤沢浅二郎、福島清らが出演した『松の緑』がある。脚本は考案部の名義で執筆されており、桝本の名はクレジットされていない。
1912年（明治45年）、吉沢商店は他の3社と合併して日活を設立、考案部からは監督・脚本係として小口、桝本、鬼頭磊三、新海文次郎、撮影部からは千葉吉蔵、村上満麿、小西亮、俳優部からは関根達発、森三之助、五味国太郎、立花貞二郎、横山運平といった人的リソースが日活に引き継がれることとなった。1913年（大正2年）に日活が日活向島撮影所を建設・開所、目黒の撮影所は閉鎖となり、桝本らは異動となった。「日活新派」と呼ばれた現代劇の脚本を量産する。
1914年（大正3年）には、佐藤紅緑原作の『谷底』を監督した。同年、レフ・トルストイの小説『復活』を桝本が脚色し、細山喜代松が監督した『カチューシャ』が向島撮影所開所以来の大ヒットとなり、続編がつくられた。同年、菊池幽芳のベストセラー小説を桝本が脚色し、小口が監督した『毒草』は、他社2社と競作になった。1919年（大正8年）には、同社を退社した。
1932年（昭和7年）、オリジナルシナリオを書き下ろしたパートトーキー『上海戦線四十哩』が公開されたが、同年8月22日、あるいは8月19日に死去した。満48-49歳没。

## おもなフィルモグラフィ
特筆以外はすべて脚本のみ執筆。

### 吉沢商店
- 『松の緑』 : 監督不明、原作吉沢商店考案部、1911年

### 日活向島撮影所
- 『谷底』 : 原作佐藤紅緑、1914年 - 監督
- 『カチューシャ』 : 監督細山喜代松、原作レフ・トルストイ、1914年
- 『毒草』 : 監督小口忠、原作菊池幽芳、1917年
- 『故郷 (春の雲)』 : 監督不明、1917年
- 『誘惑』 : 監督小口忠、原作徳田秋声、1917年

- 『毒煙』 : 監督小口忠、1918年
- 『二人娘』 : 監督小口忠、1918年
- 『捨てられた母』 : 監督小口忠、1918年
- 『生ける屍』 : 監督田中栄三、原作レフ・トルストイ、1918年
- 『金色夜叉』 : 監督小口忠・田中栄三、原作尾崎紅葉、1918年
- 『桜の園』 : 監督田中栄三、原作佐藤紅緑、1918年
- 『兄と弟』 : 監督小口忠、1918年
- 『父の涙』 : 監督田中栄三、1918年
- 『国の誉 (ひもんや美談)』 : 監督小口忠、1918年
- 『新召集令』 : 監督小口忠、1918年

- 『質屋の娘』 : 監督・脚本不詳、1919年 - 原作
- 『恋の津満子』 : 監督小口忠、1919年

### フリーランス
- 『寒椿』 : 監督畑中蓼坡、原作小島孤舟、国活角筈撮影所、1921年
- 『再生』 : マキノ映画製作所等持院撮影所、1922年 - 監督
- 『御奉行様』 : 監督長尾史録、帝国キネマ演芸小坂撮影所、1924年
- 『春風怨』 : 監督中川紫郎、脚本不詳、帝国キネマ演芸小坂撮影所、1924年 - 原作
- 『八公』 : 撮影沢田順介、沢田プロダクション / 松竹キネマ、1925年 - 原作・脚本・監督
- 『恋を拾った男』 : 監督島津保次郎、脚本豊田四郎、松竹蒲田撮影所、1927年 - 原作
- 『上海戦線四十哩』 : 監督上野喜八、トキワ映画、1932年 - 原作・脚本